# アルバート・ジョンストン
アルバート・シドニー・ジョンストン（英: Albert Sidney Johnston、1803年2月2日-1862年4月6日）は、アメリカ陸軍の職業軍人であり、テキサス軍およびアメリカ連合国軍では将軍だった。その軍歴では広範な経験があり、テキサス革命、米墨戦争、ユタ戦争および南北戦争で参戦した。
アメリカ連合国大統領ジェファーソン・デイヴィスからは、ロバート・E・リーの出現以前の南軍で最も洗練された将軍と見られていたが、南北戦争初期のシャイローの戦いで戦死した。戦争中の南北両軍の戦死者のうちで、最も上級の士官となった。
デイヴィスはジョンストンを失ったことを「我々の運命の転換点」と考えた。

## 初期の経歴
ジョンストンはケンタッキー州ワシントンで、ジョン・ジョンストン博士とアビゲイル・ハリス・ジョンストン夫妻の一番下の息子として生まれた。父はコネチカット州サリスベリーの生まれだった。ジョンストンはケンタッキー州で生まれたが、その人生の大半はテキサス州で過ごしており、自身もテキサスを故郷と見なした。ケンタッキー州レキシントンにあるトランシルバニア大学で教育を受けており、このときの学友にジェファーソン・デイヴィスがいた。二人共に陸軍士官学校への入学を指名されたが、デイヴィスが2年後輩となった。
1826年、同期41人中8番目の成績でウェストポイントを卒業し、第2アメリカ歩兵連隊の名誉少尉として任官した。ニューヨーク州とミズーリ州での任務の後に1832年にはヘンリー・アトキンソン将軍の参謀長としてブラック・ホーク戦争に参戦した。1829年に、ヘンリエッタ・プレストンと結婚した。1834年には除隊して重篤であった妻の看病のためにケンタッキー州に戻ったが、妻は2年後に結核で死んだ。夫妻には1人の息子が生まれ、後に南軍のウィリアム・プレストン・ジョンストン(1831-1899)となった。

## テキサス軍
1834年4月、ジョンストンはテキサスで農業を始めたが、1836年にメキシコ共和国に対して独立戦争を起こしたテキサス共和国軍の兵卒になった。1ヶ月後に少佐に昇進し、サミュエル・ヒューストン将軍の副官となった。8月5日には、テキサス共和国軍の大佐として総務局長となった。1837年1月31日、テキサス軍を指揮する上級准将となった。
1837年2月7日、ジョンストンはテキサス軍の指揮権を争ってフェリックス・ハストン准将と決闘した。ジョンストンはハストンに向けて発砲することを拒み、このときに骨盤を負傷した後で、その地位を失った。テキサス共和国の第二代大統領ミラボー・B・ラマーが1838年12月22日にジョンストンを陸軍長官に指名した。ジョンストンはメキシコからの侵略に対抗してテキサス国境の防御を手配し、1839年にはテキサス北部でインディアンに対する作戦を指揮した。1840年2月に除隊してケンタッキー州に戻り、1843年にはエリザ・グリフィンと結婚した。夫妻はテキサスのブラゾリア郡にある大規模なプランテーションに入り、これをチャイナグラブと名付けた。

## アメリカ陸軍
ジョンストンは米墨戦争のときにテキサス軍に戻り、ザカリー・テイラー将軍の下で第1テキサス・ライフル銃志願兵連隊の大佐を務めた。ジョンストンの部下の志願兵としての徴兵期間はモンテレーの戦いの直前に切れた。ジョンストンは何人かの志願兵に自分と同じように軍隊に留まり、志願兵の監察長官として戦うよう説得することができ、モンテレーの戦いやブエナ・ビスタの戦いに参戦した。戦後自分のプランテーションに帰っていたが、当時の大統領となったテイラーから指名されてアメリカ陸軍の少佐となり、1849年12月には主計担当となった。この職は5年間以上続け、6度旅に出て、毎年テキサスのインディアンとの前線を4,000マイル (6,400 km)以上移動した。テキサスの辺境や西部の他の地域で働いた。1855年、フランクリン・ピアース大統領から新設の第2アメリカ騎兵隊（現在の第5騎兵連隊の前身）の大佐に指名された。ユタ戦争ではアメリカ軍を率いて中心人物となり、以前のモルモン教徒の領土に非モルモン教の政府を樹立した。このユタでの功績に対し、1857年に名誉准将に昇進した。1860年はケンタッキー州で過ごし、12月21日にカリフォルニア州に向けて出発し、太平洋方面軍の指揮官となった。

## 南北戦争
南北戦争が勃発したときに、ジョンストンはカリフォルニア州でアメリカ合衆国陸軍太平洋方面軍の指揮官だった。何人かのカリフォルニア人から接触があり、その軍隊を率いて東に進み南軍に対抗する北軍に合流することを奨められた。ジョンストンはテキサス州が脱退したという報に接して直ぐの1861年4月9日にその任務を辞した。6月まではカリフォルニアに留まっていた。その後アリゾナやテキサスの砂漠を急速に通り抜けて、9月1日頃にバージニア州リッチモンドに到着した。そこでは、友人のジェファーソン・デイヴィスによって、1861年9月1日に大将に指名された。
ジョンストンは西部方面軍指揮官として、南軍の将軍としては2番目に位置付けられた（1番目はあまり知られていないサミュエル・クーパー）。ジョンストンはミシシッピ川からケンタッキー州とアレゲーニー山脈に至る南軍の前線を守るミシシッピ軍を立ち上げた。
南軍は1861年の東部戦線で第一次ブルランの戦いの士気を高揚させる勝利を挙げたが、西部の事情は1862年初期までに悪化していた。ジョンストン配下の将軍達は、1862年2月6日のヘンリー砦の戦いや2月16日のドネルソン砦の戦いで、北軍ユリシーズ・グラント准将に敗北した。ジョンストンはそれらの重要な役割にロイド・ティルマンやジョン・フロイド准将を選択するというまずい判断をしており、砦を適切に構築することも監督できていなかった。続いて北軍ドン・カルロス・ビューエル少将が、重要な都市であるナッシュビルを占領した。P・G・T・ボーリガード将軍が西部に派遣され、ジョンストンと共にミシシッピ州コリンスで軍を立て直し、テネシー州ピッツバーグ・ランディングでグラント軍を待ち伏せる作戦を立てた。

### シャイロー
ジョンストンは西部戦線から多くの部隊を集結させて、1862年4月6日のシャイローの戦いでグラント軍に対して大規模急襲を掛けた。南軍が北軍の宿営地を陥れ、ジョンストンは自ら軍隊を率い前線で部隊をあちこち動かして、何処にでもいるように見えた。午後2時半頃、それら操軍の一つを指揮しているときに右膝の後に銃弾を受けて負傷した。その時ジョンストンは自分の傷が重傷とは考えず、従軍医を負傷した北軍兵士の治療のために送った。しかし実際に銃弾は膝窩動脈を切断しており、その長靴が出血で一杯になった。数分後に参謀が見ている前で馬から落ちそうになり、負傷したかを尋ねられたときに、「そうだ。重傷かもしれない」と答えた。ジョンストンは1837年に行った決闘で神経を犯されたか足の感覚が無くなっていたかであり、その結果として足に受けた傷の痛みを感知しなかった可能性がある。
ジョンストンは小さな峡谷に連れて行かれ、そこで数分の内に出血多量で死んだ。
南軍の銃火がこの致命傷に繋がった可能性がある。この戦闘中に北軍の兵士がジョンストンの後方に回り込んだという形跡は無く、ジョンストンが兵士達の前面に出て指揮しているときに、多くの南軍兵士が北軍の前線に向かって発砲していたことが知られている。ジョンストンは南北戦争の両軍で戦死した最高位の軍人であり、その死は南軍の士気に大きな打撃となった。ジェファーソン・デイヴィスはジョンストンをこの国で最高の将軍と考えていた。このことはロバート・E・リーが南軍の傑出した将軍として登場する2ヶ月前のことだった。

## 墓碑銘
ジョンストンの死亡日、1862年4月6日日曜日はモルモン教の設立から32回目の記念日と一致していた。1856年のユタ戦争では、ジェームズ・ブキャナン大統領によってアメリカ合衆国に対する反乱者と見なされたモルモン教徒に対して、ジョンストンがアメリカ軍を率いた。ジョンストンが死んだとき、この時はエイブラハム・リンカーン大統領によって、南軍の指揮官としてアメリカ合衆国に対する反乱者と見なされたのはジョンストンだった。
ジョンストンはルイジアナ州ニューオーリンズで埋葬された。1866年、テキサス州議会の共同決議によって、その遺骸はテキサス州オースティンのテキサス州立墓地に移葬されることとなった。移葬は1867年に行われた。40年後、テキサス州はエリザベート・ナイを指名して、その墓所に建てる記念碑と彫刻の設計をさせた。
テキサス州歴史委員会は、ジョンストンのプランテーションだった所の入り口近くに歴史を示す標識を立てた。テキサス共和国の娘達サンジャシント支部、およびアメリカ連合国の娘達連合のリー・ロバーツ・アンド・デイヴィス支部によって、別の標識が近くに立てられた。